# 曼 (上比利牛斯省)
曼村（法語：Mun，法語發音：[mœ̃]）是法国上比利牛斯省的一个市镇，位于该省北部，属于塔布区。

## 地理
曼村（43°17'3"N, 0°16'12"E）面积4.81 平方千米，位于法国奧克西塔尼大區上比利牛斯省，该省份为法国西南部内陆省份，北至热尔省，西接大西洋比利牛斯省，南与西班牙接壤，东临上加龙省。
与曼村接壤的市镇（或旧市镇、城区）包括：奥斯梅特、欧巴雷德、谢勒德巴、拉马克吕斯坦、吕比-贝特蒙、佩里盖尔、塞尔吕斯坦。
曼村的时区为UTC+01:00、UTC+02:00（夏令时）。

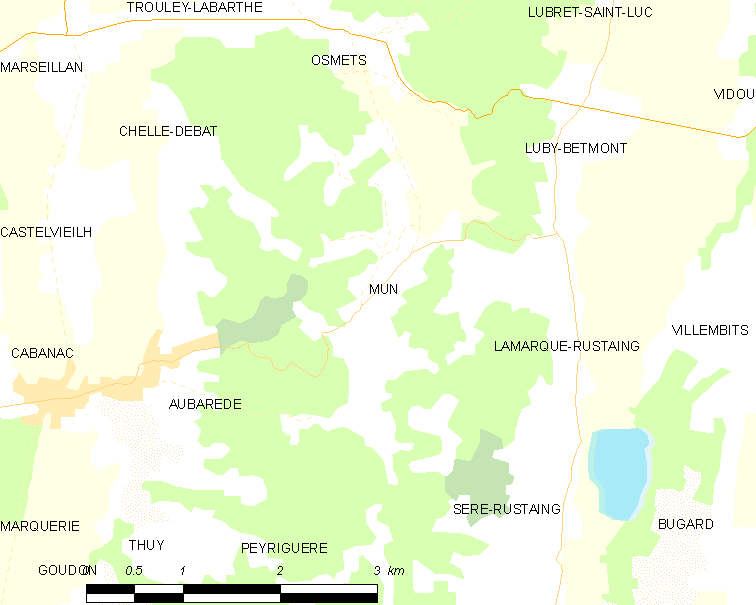
曼村的OSM定位图

## 行政
曼村的邮政编码为65350，INSEE市镇编码为65326。

## 政治
曼村所属的省级选区为山丘县。

## 人口

1962-2008年间曼村人口变化图示

曼村于2022年1月1日时的人口数量为77人。